# Fiat 502
El Fiat 502 es un automóvil de gama media, producido por la empresa italiana Fiat entre 1923 y 1926. Se trata del sucesor del Fiat 501.

## Características
El modelo es básicamente una remodelación del Fiat 501, basado en la mecánica del modelo sustituido, pero con unas mayores dimensiones; su distancia entre ejes aumentó en 100 mm. También aumentó su precio. 
Tenía un motor de cuatro cilindros en línea con 1460 cc y 23 CV de potencia. Poseía tracción trasera y caja de cambios manual de cuatro velocidades. Su sistema de encendido era por magnetos. Alcanzaba una velocidad máxima de 73 km/h.
De este modelo se construyeron más de 20.000 ejemplares, en versiones: berlina, torpedo, limusina y cupé de Ville.
En 1926 fue reemplazado por el Fiat 503.

## Especificaciones técnicas
- Motor

1. 4 cilindros en línea con 1460 cc
2. Válvulas laterales
3. 23 CV a 2.600 rpm.

- Suspensión

1. Delantera: Eje rígido con elásticos laterales
2. Trasera: Eje rígido con elásticos laterales
3. Distancia entre ejes: 2750 mm.
4. Trocha (delantera / trasera): 1400 mm / 1400 mm.

- Frenos

1. Tambores delanteros.

- Caja de cambios

1. 4 velocidades manual.